# Via Aemilia

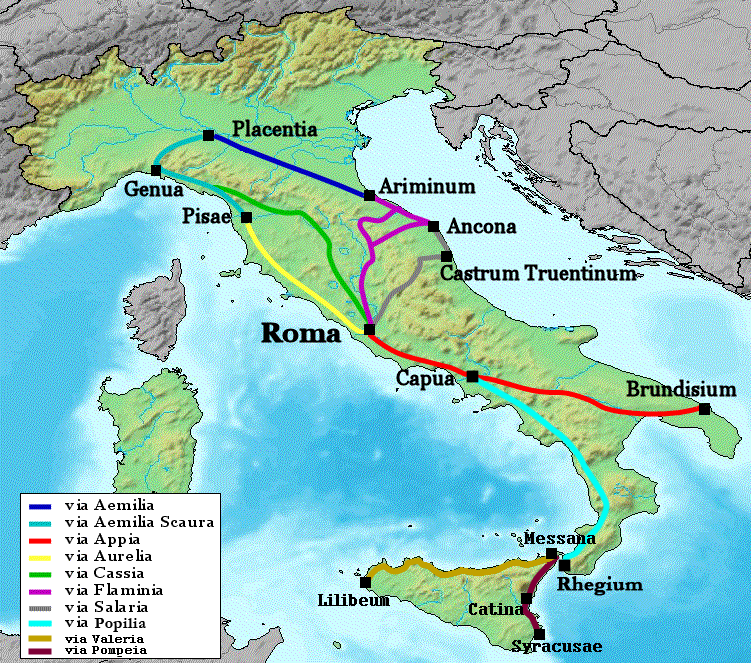
De Via Aemilia (donkerblauw) in het Romeinse Italië

De Via Aemilia is een Romeinse weg, gebouwd door de consul Marcus Aemilius Lepidus. De weg verbond de steden Arimini (het huidige Rimini) en Placentia (het huidige Piacenza) met elkaar.
De weg doorkruiste in een rechte lijn de huidige regio Emilia-Romagna, die tevens haar naam aan de weg te danken heeft. De weg was een voortzetting van de Via Flaminia, die van Rome naar Arimini voerde.
Vanaf Arimini doorkruiste de weg verschillende belangrijke steden, waaronder Forum Livii (het huidige Forlì), Caesena (het huidige Cesena), Forum Cornelii (het huidige Imola), Bononia (het huidige Bologna), Mutina (het huidige Modena) en Parma.
In huidige tijden wordt de loop van de Via Aemilia gevolgd door de Strada Statale 9, te vergelijken met een N-weg in Nederland of België.